# Lambruisse
Lambruisse est une commune française située dans le département des Alpes-de-Haute-Provence en région Provence-Alpes-Côte d'Azur.
Le nom de ses habitants est Lambruissiens.

## Géographie

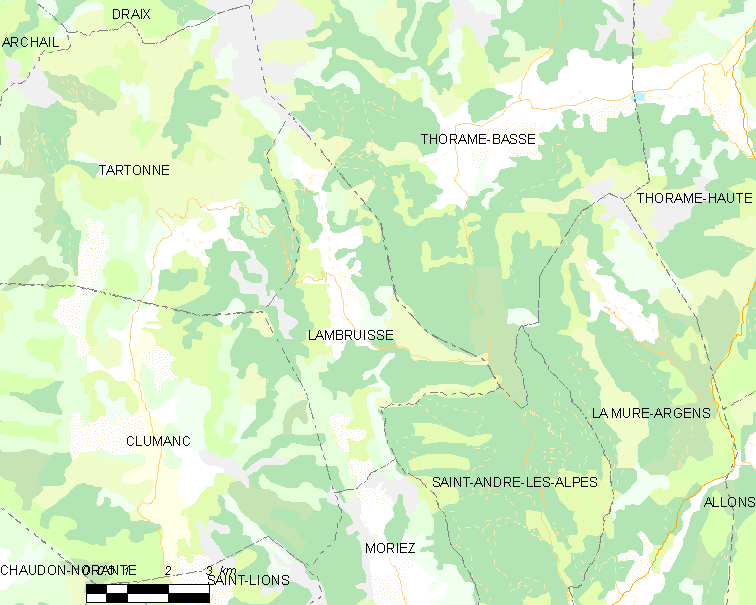
Lambruisse et les communes voisines (Cliquez sur la carte pour accéder à une grande carte avec la légende).

Les communes limitrophes sont Thorame-Basse, Saint-André-les-Alpes, Moriez, Clumanc, Tartonne.
Le village est situé à 1100 m d’altitude.

### Relief

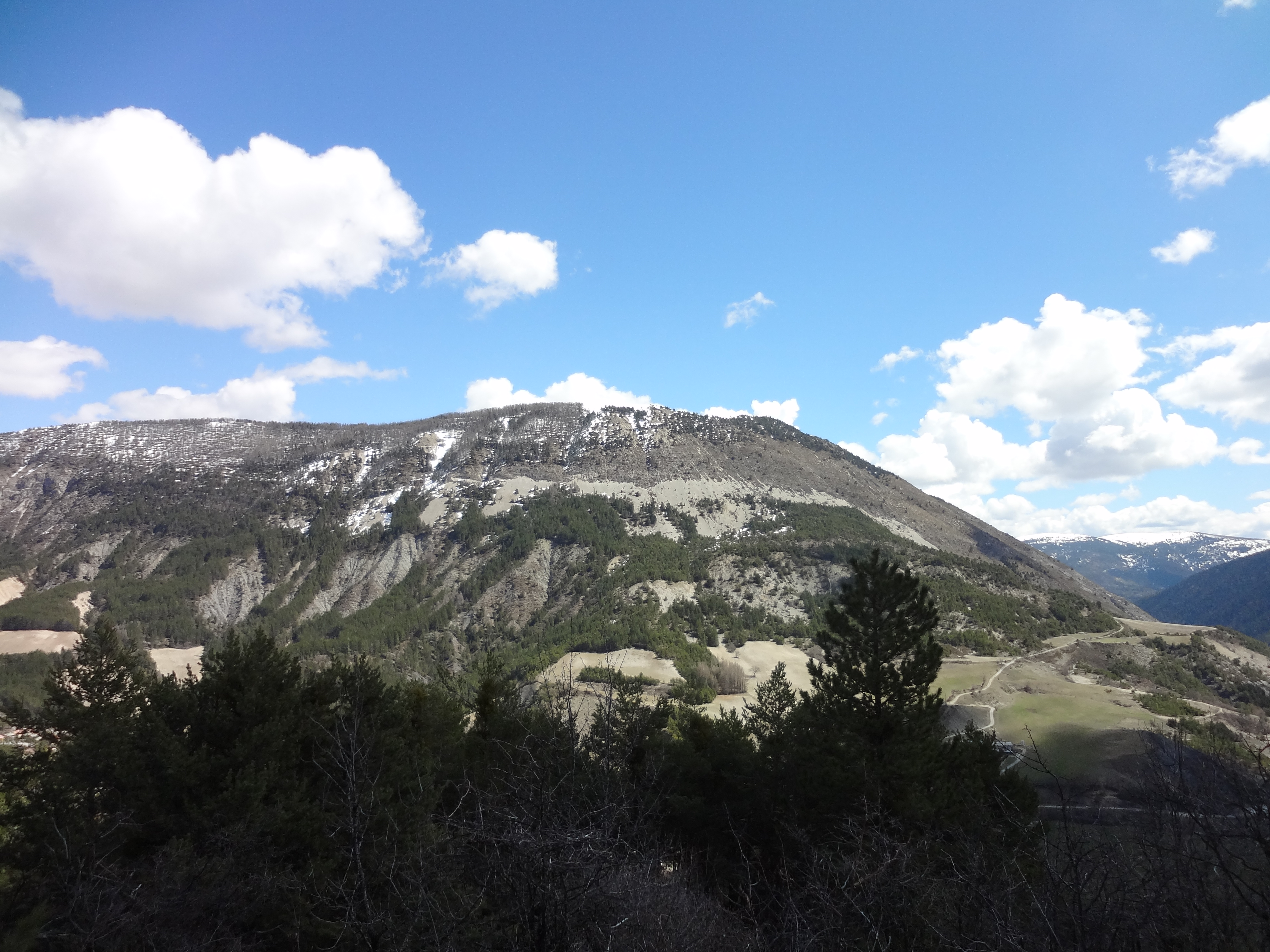
Montagne de Charvet et sommet de Meunier (1742 m)

Le col du Défens, à 1267 m, donne accès à Tartonne et la vallée de l’Asse de Clumanc.
Sommets : 
- Grande Séoune, à 1694 m ;
- Sommet de la Sapée, à 1702 m ;
- Le Cugulet, 1410 m.

### Géologie
La commune est située dans le périmètre de protection de la Réserve naturelle géologique de Haute-Provence.

### Environnement
La commune compte 767 ha de bois et forêts.

### Hydrographie
La commune est traversée par l’Encure, qui se jette dans l’Issole.
Cours d'eau sur la commune ou à son aval :
- torrents l'issole, l'encure, de chauchaous,
- ravin de fouranne.

### Risques majeurs
Aucune des 200 communes du département n'est en zone de risque sismique nul. Le canton de Saint-André-les-Alpes auquel appartient Lambruisse est en zone 1b (sismicité faible) selon la classification déterministe de 1991, basée sur les séismes historiques, et en zone 4 (risque moyen) selon la classification probabiliste EC8 de 2011. La commune de Lambruisse est également exposée à trois autres risques naturels :
- feu de forêt,
- inondation,
- mouvement de terrain : quelques rares versants de la commune sont concernés par un aléa moyen à fort[6].

La commune de Lambruisse n’est exposée à aucun des risques d’origine technologique recensés par la préfecture. Aucun plan de prévention des risques naturels prévisibles (PPR) n’existe pour la commune mais le Dicrim existe depuis 2011.
La commune n’a été l’objet d’aucun arrêté de catastrophe naturelle. Le seul tremblement de terre ressenti de manière sensible à Lambruisse est celui de Chasteuil, le 30 novembre 1951, avec une intensité macro-sismique ressentie de IV sur l’échelle MSK (l’intensité était plus forte à l’épicentre),.

### Toponymie
La forme ancienne du nom du village est Lambrusca vers 1200 d'après l'occitan Lambruisso, désignant la variante alpine de la « vigne sauvage »,
. Il s'agit de cette vigne sauvage méditerranéenne appelée lambrusque ou lambruche.
Le nom du sommet du Cugulet, 1410 m, vient de *Kug-, oronyme (mot servant à nommer une montagne) préceltique, qui a peut-être évolué par rapprochement et métonymie avec cucullus, capuchon en latin.

### Climat
Pour des articles plus généraux, voir Climat de Provence-Alpes-Côte d'Azur et Climat des Alpes-de-Haute-Provence.
En 2010, le climat de la commune est de type climat des marges montargnardes, selon une étude du Centre national de la recherche scientifique s'appuyant sur une série de données couvrant la période 1971-2000. En 2020, Météo-France publie une typologie des climats de la France métropolitaine dans laquelle la commune est exposée à un climat de montagne ou de marges de montagne et est dans la région climatique Alpes du sud, caractérisée par une pluviométrie annuelle de 850 à 1 000 mm, minimale en été.
Pour la période 1971-2000, la température annuelle moyenne est de 8,7 °C, avec une amplitude thermique annuelle de 16,9 °C. Le cumul annuel moyen de précipitations est de 964 mm, avec 6,9 jours de précipitations en janvier et 5,4 jours en juillet. Pour la période 1991-2020, la température moyenne annuelle observée sur la station météorologique de Météo-France la plus proche, « La Mure-Argens », sur la commune de La Mure-Argens à 10 km à vol d'oiseau, est de 9,8 °C et le cumul annuel moyen de précipitations est de 891,5 mm. 
La température maximale relevée sur cette station est de 37,3 °C, atteinte le 28 juin 2019 ; la température minimale est de −21,9 °C, atteinte le 7 février 2012,,.
Les paramètres climatiques de la commune ont été estimés pour le milieu du siècle (2041-2070) selon différents scénarios d'émission de gaz à effet de serre à partir des nouvelles projections climatiques de référence DRIAS-2020. Ils sont consultables sur un site dédié publié par Météo-France en novembre 2022.

## Urbanisme

### Typologie
Au 1er janvier 2024, Lambruisse est catégorisée commune rurale à habitat dispersé, selon la nouvelle grille communale de densité à 7 niveaux définie par l'Insee en 2022.
Elle est située hors unité urbaine et hors attraction des villes,.

### Occupation des sols
L'occupation des sols de la commune, telle qu'elle ressort de la base de données européenne d’occupation biophysique des sols Corine Land Cover (CLC), est marquée par l'importance des forêts et milieux semi-naturels (85,5 % en 2018), en augmentation par rapport à 1990 (83,6 %). La répartition détaillée en 2018 est la suivante : 
forêts (38,5 %), milieux à végétation arbustive et/ou herbacée (26,7 %), espaces ouverts, sans ou avec peu de végétation (20,3 %), zones agricoles hétérogènes (14,5 %).
L'évolution de l’occupation des sols de la commune et de ses infrastructures peut être observée sur les différentes représentations cartographiques du territoire : la carte de Cassini (XVIIIe siècle), la carte d'état-major (1820-1866) et les cartes ou photos aériennes de l'IGN pour la période actuelle (1950 à aujourd'hui).

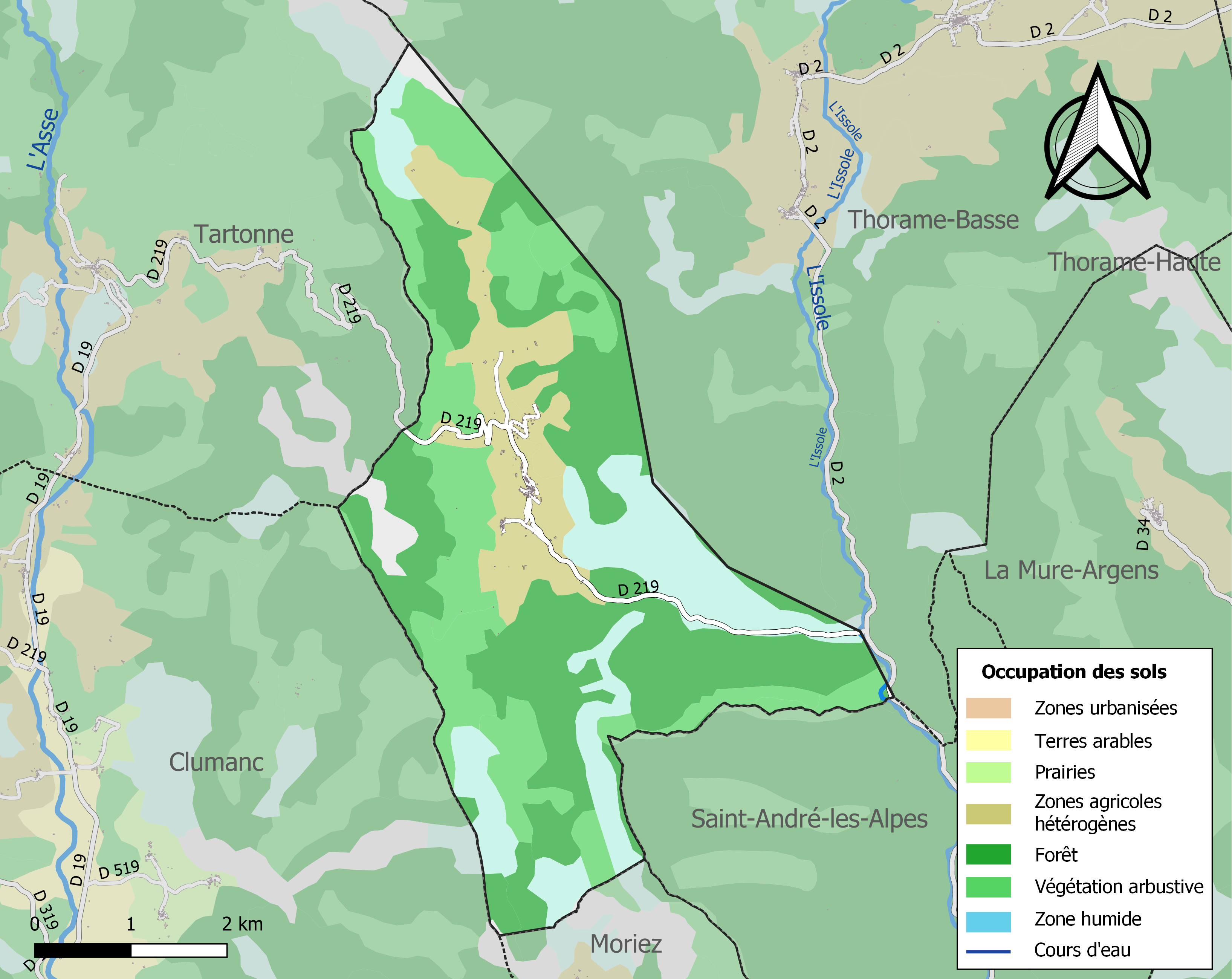
Carte de l'occupation des sols de la commune en 2018 (CLC).

## Histoire
Auguste fait la conquête de la vallée des Asses en même temps que celle des Alpes, qu’il achève en 14 av. J.-C.. Il est difficile de connaître le nom du peuple gaulois qui peuplait la vallée, et le nom de la civitas dont Lambruisse dépendait au Haut-Empire : Eturamina (Thorame) ou Sanitensium (Senez). À la fin de l’Empire romain, le rattachement à celle de Sanitensium, et à son diocèse, sont avérés avec la disparition de l’évêché d’Eturamina.
La localité apparaît pour la première fois dans les chartes vers 1239
. La communauté faisait partie de la viguerie du Val-de-Barrême. L’église dépendait au Moyen Âge de la paroisse du Castellet des Robines, communauté qui disparaît avec la Grande Peste et qui est rattachée à Moriez.
Durant la Révolution, la commune compte une société patriotique, créée après la fin de 1792.
La Révolution et l’Empire apportent nombre d’améliorations, dont une imposition foncière égale pour tous, et proportionnelle à la valeur des biens de chacun. Afin de la mettre en place sur des bases précises, la levée d’un cadastre est décidée. La loi de finances du 15 septembre 1807 précise ses modalités, mais sa réalisation est longue à mettre en œuvre, les fonctionnaires du cadastre traitant les communes par groupes géographiques successifs. Ce n’est qu’en 1837 que le cadastre dit napoléonien de Lambruisse est achevé.
Comme de nombreuses communes du département, Lambruisse se dote d’une école bien avant les lois Jules Ferry : en 1863, elle possède déjà une école qui dispense une instruction primaire aux garçons, au chef-lieu. Aucune instruction n’est donnée aux filles : ni la loi Falloux (1851), qui impose l’ouverture d’une école de filles aux communes de plus de 800 habitants, ni la première loi Duruy (1867), qui abaisse ce seuil à 500 habitants, ne concernent Lambruisse ; ce n’est qu’avec les lois Ferry que les filles de Lambruisse sont régulièrement scolarisées.
Dans le deuxième tiers du XXe siècle, on a compté jusqu’à cinq distilleries de lavande à Lambruisse.

Stèles et monuments commémoratifs à Lambruisse.
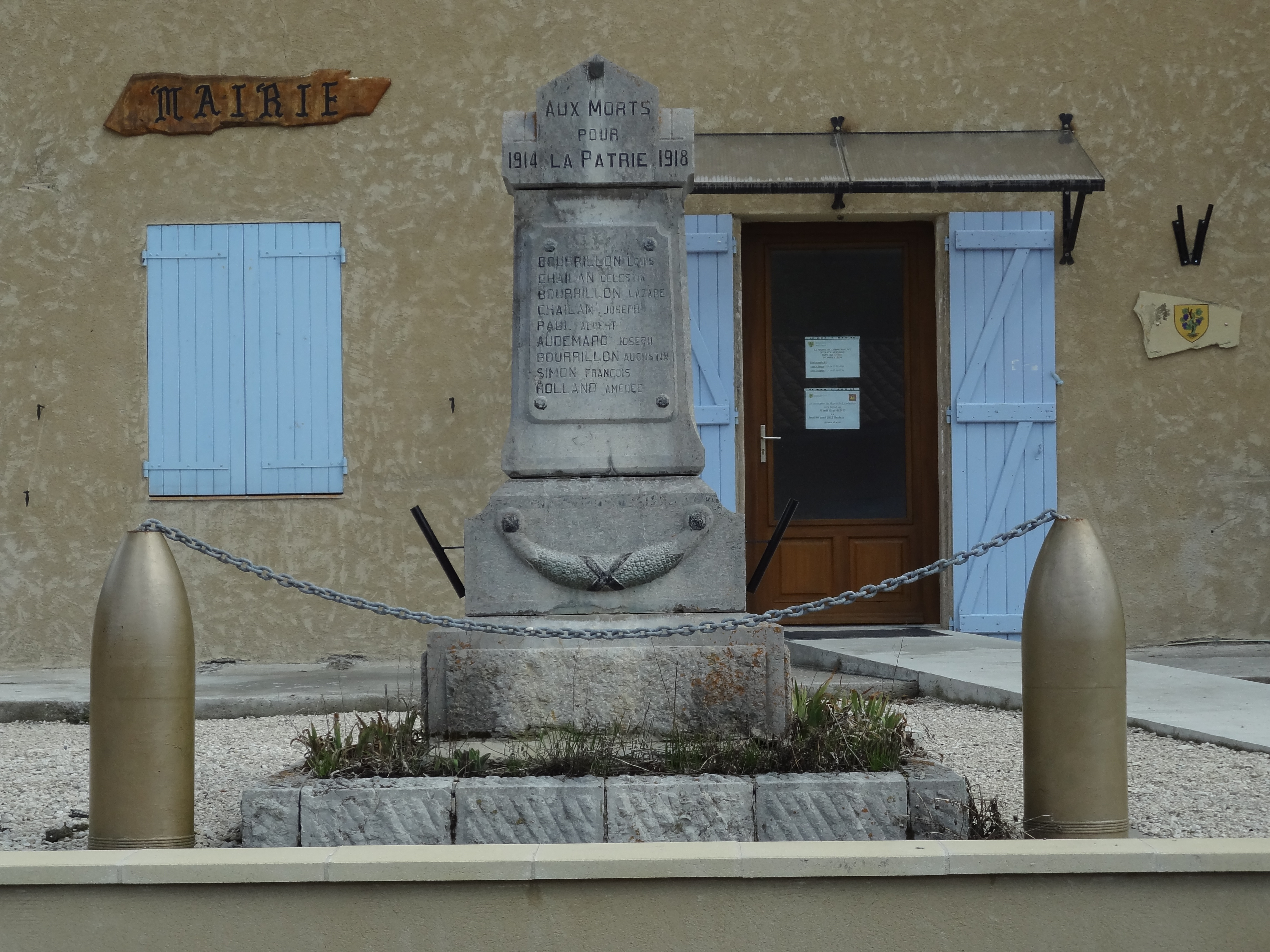
Monument aux morts de la Première Guerre mondiale.
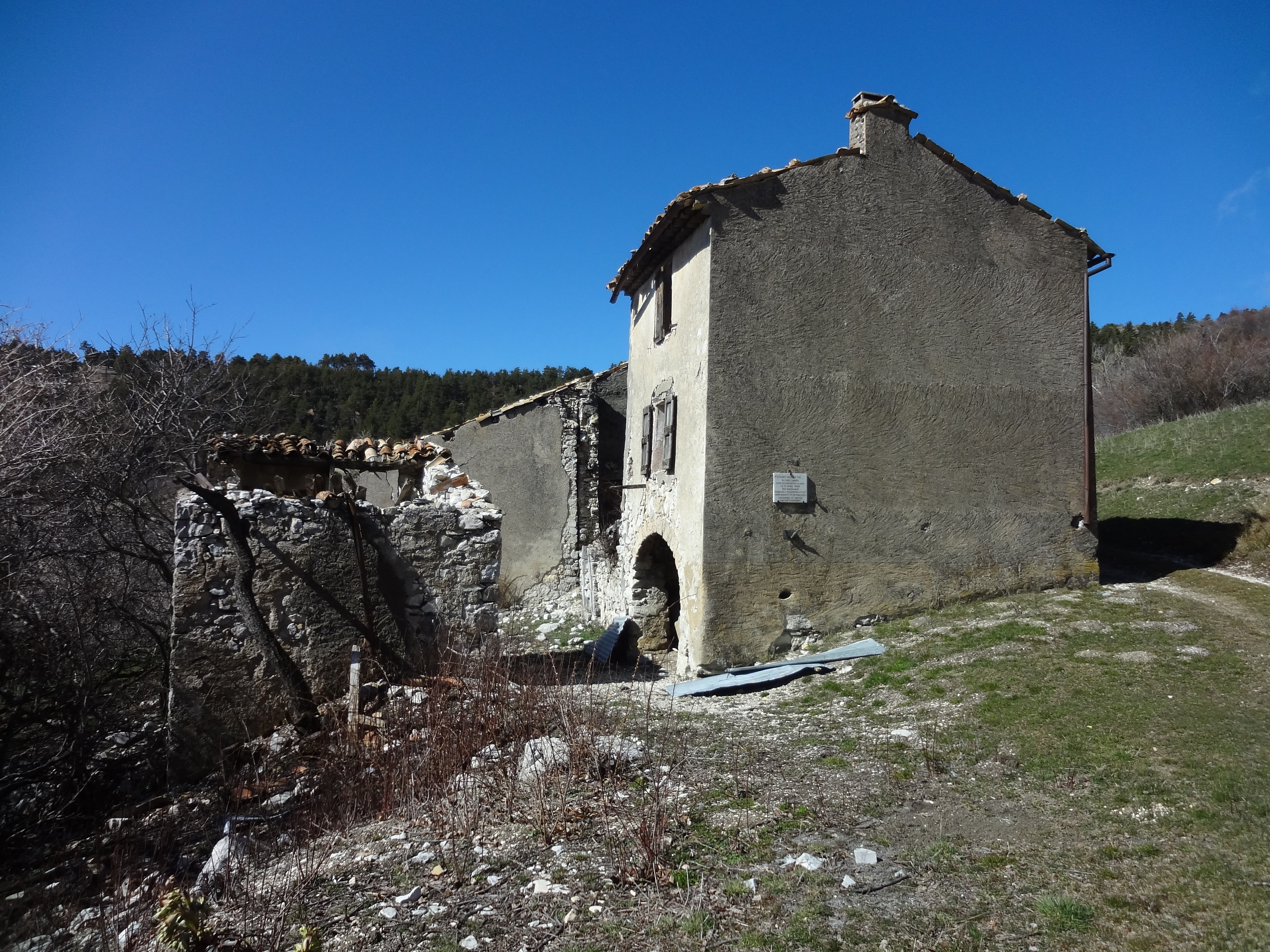
Ferme Laval, avec plaque commémorant le massacre de FTP français et italiens, le 6 avril 1944.
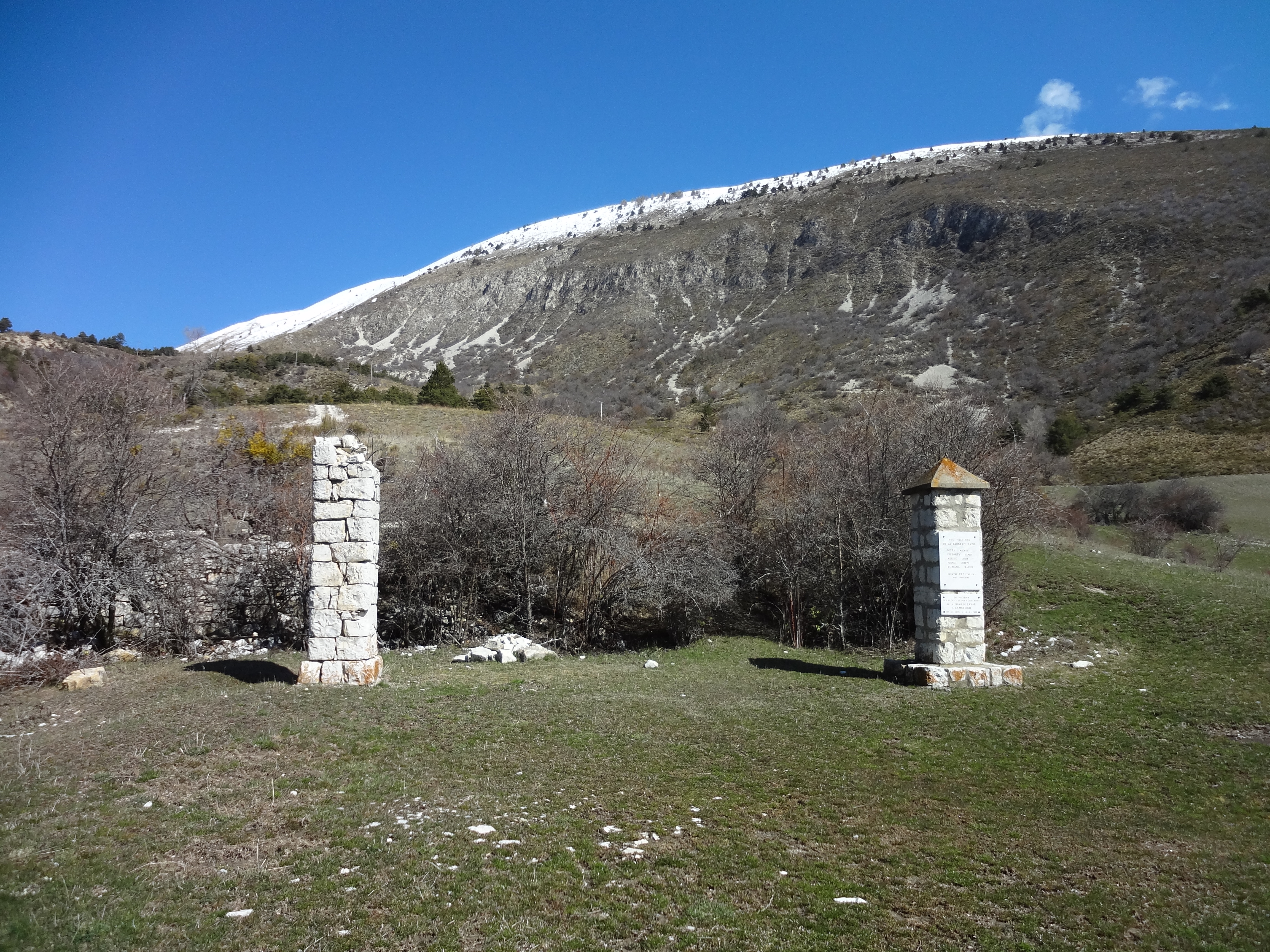
Colonnes commémorant le massacre à la ferme Laval : les noms de quatre FTP italiens sont inconnus.
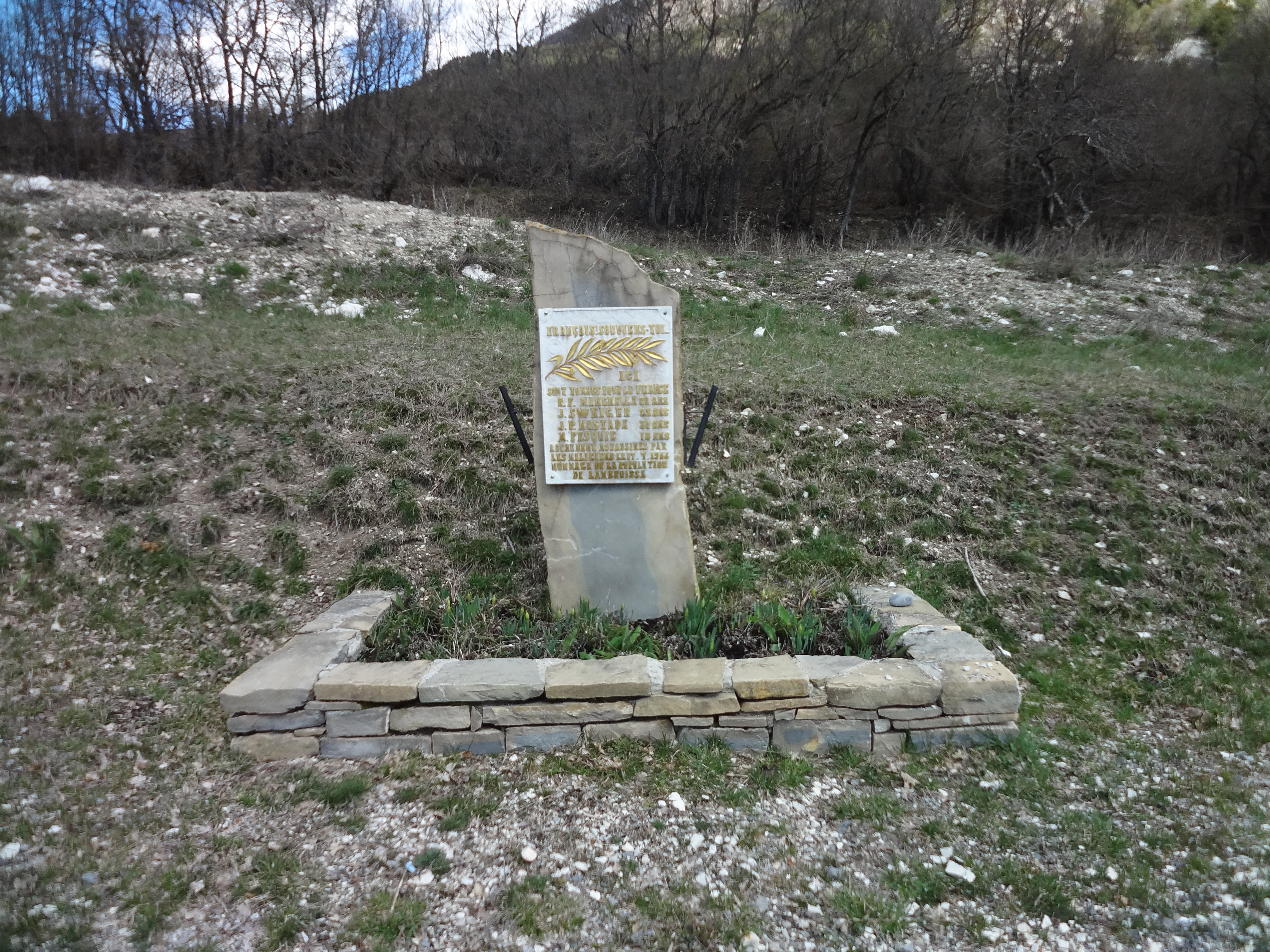
Stèle commémorant le massacre de résistants du 17 juillet 1944.

### Héraldique
| Blason de Lambruisse | Blason  | D'or à un cep de vigne arraché de sinople, fruité de sable, accolé à un arbre sec, arraché aussi de sable,. |
| Blason de Lambruisse | Détails | Le statut officiel du blason reste à déterminer.                                                            |

## Politique et administration

### Liste des maires

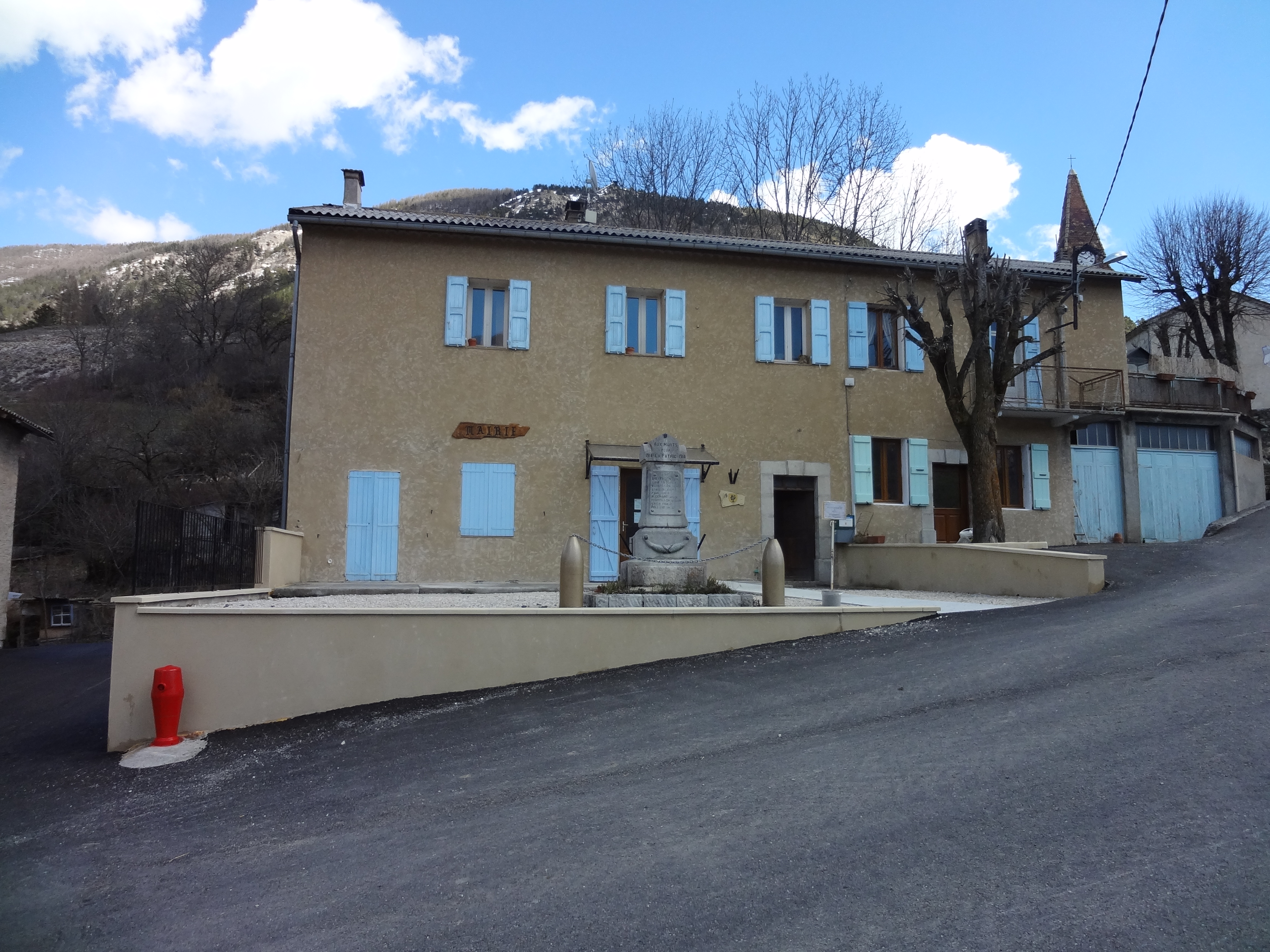
Mairie de Lambruisse, monument aux morts et clocher de l’église

| Période                                  | Période                       | Identité           | Étiquette | Qualité                    |
| ---------------------------------------- | ----------------------------- | ------------------ | --------- | -------------------------- |
| mai 1945                                 |                               | Alphonse Groulet   |           |                            |
|                                          |                               |                    |           |                            |
| avant 2005                               | mars 2008                     | Francis Raybaud    |           |                            |
| mars 2008                                | 2014                          | Claudette Campioni |           |                            |
| avril 2014                               | En cours (au 21 octobre 2014) | Robert Martorano   |           | Retraité de l'enseignement |
| Les données manquantes sont à compléter. |                               |                    |           |                            |

### Budget et fiscalité 2016
En 2016, le budget de la commune était constitué ainsi :
- total des produits de fonctionnement : 107 000 €, soit 1 071 € par habitant ;
- total des charges de fonctionnement : 102 000 €, soit 1 020 € par habitant ;
- total des ressources d’investissement : 22 000 €, soit 222 € par habitant ;
- total des emplois d’investissement : 18 000 €, soit 177 € par habitant.
- endettement : 62 000 €, soit 618 € par habitant.

Avec les taux de fiscalité suivants :
- taxe d’habitation : 14,60 % ;
- taxe foncière sur les propriétés bâties : 9,78 % ;
- taxe foncière sur les propriétés non bâties : 11,20 % ;
- taxe additionnelle à la taxe foncière sur les propriétés non bâties : 58,73 % ;
- cotisation foncière des entreprises : 28,23 %.

Chiffres clés Revenus et pauvreté des ménages en 2014 : Médiane en 2014 du revenu disponible,  par unité de consommation : 16 068 €.

### Urbanisme
La Communauté de communes Alpes Provence Verdon - Sources de Lumière, créée le 24 novembre 2016 avec effet le 1er janvier 2017, regroupe désormais 41 communes. Cet Établissement public de coopération intercommunale (EPCI) s'est engagé dans une démarche d’élaboration d’un Plan local d’urbanisme intercommunal (PLUi).

### Intercommunalité
Lambruisse fait partie: 
- jusqu'en 2016 de la Communauté de communes du Moyen Verdon ;
- à partir du 1er janvier 2017, de la communauté de communes Alpes Provence Verdon.

## Population et société

### Démographie

#### Évolution démographique
En 2022, Lambruisse comptait 81 habitants. À partir du XXIe siècle, les recensements réels des communes de moins de 10 000 habitants ont lieu tous les cinq ans (2004, 2009, 2014, etc. pour Lambruisse). Depuis 2004, les autres chiffres sont des estimations.
| 1315    | 1471    | 1765 | 1793 | 1800 | 1806 | 1821 | 1831 | 1836 | 1841 |
| ------- | ------- | ---- | ---- | ---- | ---- | ---- | ---- | ---- | ---- |
| 58 feux | 18 feux | 241  | 264  | 273  | 282  | 214  | 306  | 320  | 255  |

| 1846 | 1851 | 1856 | 1861 | 1866 | 1872 | 1876 | 1881 | 1886 | 1891 |
| ---- | ---- | ---- | ---- | ---- | ---- | ---- | ---- | ---- | ---- |
| 266  | 263  | 261  | 265  | 263  | 243  | 227  | 221  | 209  | 189  |

| 1896 | 1901 | 1906 | 1911 | 1921 | 1926 | 1931 | 1936 | 1946 | 1954 |
| ---- | ---- | ---- | ---- | ---- | ---- | ---- | ---- | ---- | ---- |
| 190  | 176  | 151  | 164  | 120  | 117  | 107  | 110  | 97   | 103  |

| 1962 | 1968 | 1975 | 1982 | 1990 | 1999 | 2004 | 2009 | 2022 | - |
| ---- | ---- | ---- | ---- | ---- | ---- | ---- | ---- | ---- | - |
| 86   | 79   | 73   | 49   | 55   | 70   | 71   | 90   | 81   | - |

L’histoire démographique de Lambruisse est marquée par la crise des XIVe et XVe siècles, qui cause la perte des deux tiers au moins de la population. Elle est suivie d'un long mouvement de croissance jusqu’au milieu du XIXe siècle. La période d’« étale », constatée dans la plupart des communes du département, où la population reste relativement stable à un niveau élevé, est très courte à Lambruisse : elle ne dure que de 1831 à 1836. L’exode rural provoque ensuite un mouvement de recul de longue durée. Dès 1906, la commune enregistre la perte de la moitié de ses effectifs du maximum historique de 1836. Le mouvement de recul se prolonge ensuite jusqu'aux années 1980 ; depuis, la population a presque doublé.

## Économie

### Aperçu général
En 2009, la population active s’élevait à 26 personnes, dont deux chômeurs (huit fin 2011). Ces travailleurs sont partagés de manière égale entre salariés et indépendant ; la moitié d’entre travaillent dans la commune et majoritairement dans le secteur primaire.

### Agriculture
Fin 2010, le secteur primaire (agriculture, sylviculture, pêche) comptait 12 établissements actifs au sens de l’Insee (exploitants non-professionnels inclus) et un emploi salarié.
Le nombre d’exploitations professionnelles, selon l’enquête Agreste du ministère de l’Agriculture, est de sept en 2010. Il était de huit en 2000, de neuf en 1988. Actuellement[Quand ?], ces exploitants pratiquent l’élevage ovin et la polyculture. De 1988 à 2000, la surface agricole utile (SAU) avait augmenté, de 1 447 ha à 1 926 ha. La SAU a très fortement diminué lors de la dernière décennie, perte liée à la fermeture d’élevages ovins et donc à la non-prise en compte de vastes surfaces d’alpages, à 247 ha.

### Industrie
Fin 2010, le secteur secondaire (industrie et construction) comptait trois établissements, n’employant aucun salarié.

### Activités de service
Fin 2010, le secteur tertiaire (commerces, services) comptait trois établissements (avec un seul emploi salarié), auxquels s’ajoutent les deux établissements du secteur administratif (regroupé avec le secteur sanitaire et social et l’enseignement), salariant deux personnes.
D'après l’Observatoire départemental du tourisme, la fonction touristique est très importante pour la commune, avec plus de cinq touristes accueillis par habitant. Les seules capacités d’hébergement de la commune sont les résidences secondaires : au nombre de 91, elles représentent trois logements sur cinq. Parmi les résidences secondaires, 11 possèdent plus d’un logement,.

## Lieux et monuments
Au-dessus du village, et à proximité de la chapelle Notre-Dame, l’ancienne tour de protection est réduite à sa base.
Un cadran solaire date de 1809 : il est très abîmé.

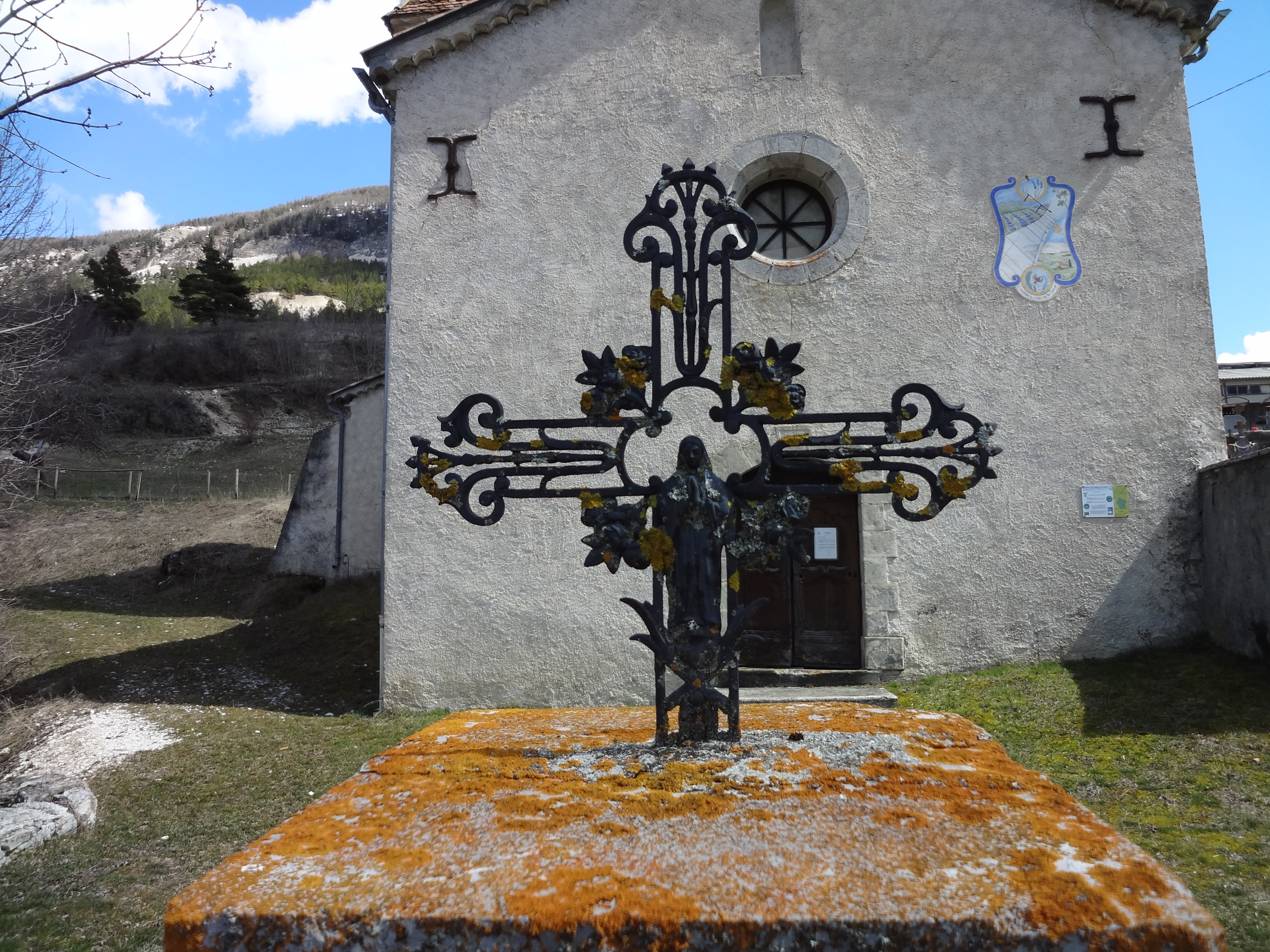
Croix de mission en fer forgé. On aperçoit un cadran solaire sur la façade de l’église Notre-Dame-de-l’Assomption

L’église Notre-Dame-de-l’Assomption (ancienne église Notre-Dame-de-Consolation) date du XVIe siècle. En mauvais état, elle est fermée depuis 2012. Elle abrite plusieurs objets classés ou inscrits monument historique au titre objet :
- un buste-reliquaire de saint Clair, de la seconde moitié du XVIIIe siècle[64] ;
- une croix de procession en bronze doré, du XVIIe siècle[65].

Deux chapelles se trouvent dans la commune :
- la chapelle Notre-Dame-de-Consolation, à l’ouest du village,
- et la chapelle Saint-Damase.

Monuments commémoratifs,:
- Monument aux morts,
- Stèle commémorative Ferme de Laval,
- Stèle commémorative à l'entrée du village.